# Remilly-sur-Lozon
Remilly-sur-Lozon era una comuna francesa situada en el departamento de Mancha, de la región de Normandía, que el 1 de enero de 2017 pasó a ser una comuna delegada de la comuna nueva de Remilly-les-Marais al fusionarse con las comunas de Le Mesnil-Vigot y Les Champs-de-Losque.

## Demografía
| Gráfica de evolución demográfica de Remilly-sur-Lozon entre 1800 y 2014 |
|                                                                         |

Los datos demográficos contemplados en este gráfico de la comuna de Remilly-sur-Lozon se han cogido de 1800 a 1999 de la página francesa EHESS/Cassini, y los demás datos de la página del INSEE.